# Stalagtia kratochvili
Stalagtia kratochvili là một loài nhện trong họ Dysderidae.
Loài này thuộc chi Stalagtia. Stalagtia kratochvili được miêu tả năm 1976 bởi Brignoli.